# Stibogluconate de sodium
Le stibogluconate de sodium est un médicament antiparasitaire utilisé contre la leishmaniose et administrable par voie parentérale. Il contient de l'antimoine(V), qui ne semble pas s'accumuler dans l'organisme et est excrété par voie urinaire.
La structure chimique de cette substance demeure ambiguë, les solutions de stibogluconate de sodium contenant peut-être divers composés d'antimoine, bien que cette hétérogénéité demeure vraisemblablement marginale. Il est possible que l'espèce chimique active ne contienne qu'un seul complexe d'antimoine.
Le développement de pharmacorésistances contre ce composé à travers le monde a conduit à l'utilisation alternative d'amphotéricine B ou de miltéfosine.
L'administration de ce médicament est susceptible de provoquer plusieurs effets indésirables :
- Il est très phlébotoxique : après l'injection de quelques doses, il peut devenir très difficile de trouver une veine assez saine pour y injecter le produit. La pose d'un cathéter ne résout pas le problème et est même susceptible de l'accentuer, la veine pouvant alors être enflammée sur toute sa longueur avec risque de thrombose. Les fortes doses sont par conséquent administrées fortement diluées.

- Il peut provoquer des pancréatites. Le taux de lipase ou d'amylase pancréatique dans le sérum doit être suivi deux fois par semaine afin d'interrompre le traitement si la concentration sérique de ces enzymes dépasse une valeur critique. Les troubles de la conduction cardiaque sont moins courants mais il est conseillé de suivre l'électrocardiogramme pendant l'injection du produit.

- Il est également susceptible de provoquer une anorexie, des nausées, des vomissements, des diarrhées, des céphalées, un état de fatigue des arthralgies, des myalgies, des étourdissements et un choc anaphylactique.

Le stibogluconate de sodium peut être administré par injection intramusculaire ou directement dans les régions lésées, mais le traitement devient alors très douloureux sans pour autant donner des résultats supérieurs à ceux obtenus par injection intraveineuse.
Il fait partie de la liste des médicaments essentiels de l'Organisation mondiale de la santé (liste mise à jour en avril 2013).